# یاسر عبدالمحسن
یاسر عبدالمحسن (عربی: ياسر عبد المحسن؛ زادهٔ ۲۷ مهٔ ۱۹۸۸) بازیکن فوتبال اهل عراق است.
از باشگاه‌هایی که در آن بازی کرده‌است می‌توان به باشگاه ورزشی الطلبه، باشگاه فوتبال نیروی هوایی، و باشگاه فوتبال النفط اشاره کرد.
وی همچنین در تیم ملی فوتبال عراق بازی کرده‌است.